# Centelles
Centelles (em catalão e oficialmente) ou Centellas (em castelhano) é um município da Espanha na comarca de Osona, província de Barcelona, comunidade autónoma da Catalunha. Tem 15,2 km² de área e em 2021 tinha 7 595 habitantes (densidade: 499,7 hab./km²).

## Demografia
| Variação demográfica do município entre 1991 e 2004[carece de fontes?] | Variação demográfica do município entre 1991 e 2004[carece de fontes?] | Variação demográfica do município entre 1991 e 2004[carece de fontes?] | Variação demográfica do município entre 1991 e 2004[carece de fontes?] |
| ---------------------------------------------------------------------- | ---------------------------------------------------------------------- | ---------------------------------------------------------------------- | ---------------------------------------------------------------------- |
| 1991                                                                   | 1996                                                                   | 2001                                                                   | 2004                                                                   |
| 5682                                                                   | 5771                                                                   | 5823                                                                   | 6304                                                                   |